# Halston (Fernsehserie)
Halston ist eine fünfteilige US-amerikanische Miniserie aus dem Jahr 2021, basierend auf dem Roman Simply Halston von Steven Gaines. Die Serie handelt vom gleichnamigen Modedesigner Roy Halston Frowick und dessen Aufstieg sowie dessen Fall. Die Hauptrolle wurde von Ewan McGregor verkörpert, die Regie führte bei allen fünf Episoden Daniel Minahan, ausführender Produzent war unter anderem Ryan Murphy.

## Handlung
Die Serie ist in den 1970ern angesiedelt und behandelt den Aufstieg sowie den Fall des Modedesigners Halston, dessen Leben mit zunehmendem Erfolg außer Kontrolle gerät.

## Besetzung und Synchronisation
Die deutschsprachige Synchronisation entstand bei der Iyuno-SDI Group Germany GmbH nach Dialogbüchern von Kaze Uzumaki und Ina Kämpfe, die auch für die Dialogregie verantwortlich war.

### Hauptbesetzung
| Rollenname          | Schauspieler     | Folgen | Synchronsprecher |
| ------------------- | ---------------- | ------ | ---------------- |
| Roy Halston Frowick | Ewan McGregor    | 1–5    | Philipp Moog     |
| Elsa Peretti        | Rebecca Dayan    | 1–5    | Alice Bauer      |
| Joe Eula            | David Pittu      | 1–5    | Lutz Mackensy    |
| Liza Minnelli       | Krysta Rodriguez | 1–5    | Esra Vural       |
| David Mahoney       | Bill Pullman     | 2–5    | Detlef Bierstedt |

### Nebenbesetzung
| Rolle           | Schauspieler          | Folgen | Synchronsprecher         |
| --------------- | --------------------- | ------ | ------------------------ |
| Ed Austin       | Sullivan Jones        | 1–3    | Jeremias Koschorz        |
| Eleanor Lambert | Kelly Bishop          | 2–5    | Kerstin Sanders-Dornseif |
| Victor Hugo     | Gian Franco Rodriguez | 2–5    | Marios Gavrilis          |
| Adele           | Vera Farmiga          | 3–5    | Nina Herting             |
| Joel Schumacher | Rory Culkin           | 1      | Dirk Stollberg           |
| Mike            | James Waterston       | 3      | Johannes Berenz          |
| Martha Graham   | Mary Beth Peil        | 5      | Denise Gorzelanny        |

## Episodenliste
| Nr. (ges.) | Nr. (St.) | Deutscher Titel           | Originaltitel              | Erstausstrahlung USA | Deutschsprachige Erstausstrahlung (D) | Regie          | Drehbuch    |
| ---------- | --------- | ------------------------- | -------------------------- | -------------------- | ------------------------------------- | -------------- | ----------- |
| 1          | 1         | Halstons Aufstieg         | Becoming Halston           | 14. Apr. 2021        | 14. Apr. 2021                         | Daniel Minahan | Sharr White |
| 2          | 2         | Versailles                | Versailles                 | 14. Apr. 2021        | 14. Apr. 2021                         | Daniel Minahan | Sharr White |
| 3          | 3         | Der süße Duft des Erfolgs | The Sweet Smell of Success | 14. Apr. 2021        | 14. Apr. 2021                         | Daniel Minahan | Sharr White |
| 4          | 4         | Die Party ist vorbei      | The Party’s Over           | 14. Apr. 2021        | 14. Apr. 2021                         | Daniel Minahan | Sharr White |
| 5          | 5         | Die Kritik                | Critics                    | 14. Apr. 2021        | 14. Apr. 2021                         | Daniel Minahan | Sharr White |

## Produktion
Im Januar 2019 wurde erstmals über die Planung berichtet, das Buch Simply Halston zu verfilmen. Mit dieser Meldung wurde ebenfalls bekannt, dass Ewan McGregor die Hauptrolle übernehmen werde, während Sharr White das Drehbuch übernimmt und Daniel Minahan die Serie inszenieren soll.
Im September 2019 wurde durch Ryan Murphy bekannt, dass er als ausführender Produzent für die Serie fungieren werde, während die Serie auf Netflix verfügbar sein wird.
Ende April wurde ein erster Trailer veröffentlicht, ehe die Serie am 14. April Premiere feierte.